# Rostislav Grigorchuk
Rostislav Ivanovich Grigorchuk (en russe : Ростисла́в Ива́нович Григорчу́к, né le 23 février 1953) est un mathématicien soviétique et russe travaillant dans le domaine de la théorie des groupes. Il occupe depuis 2008 un poste de distinguished professor dans le département de mathématiques de l'Université A&M du Texas. Grigorchuk est particulièrement renommé pour avoir construit, dans un article paru en 1984, le premier exemple d'un groupe finiment engendré à « croissance intermédiaire ». Il répond par là à un problème posé par John Milnor en 1968. Ce groupe est maintenant connu sous le nom de groupe de Grigorchuk,,,,. Il intervient en théorie géométrique des groupes, en particulier dans l'étude des groupes automatiques et des groupes de monodromie itérés.

## Éléments biographiques
Rostislav I. Grigorchuk est né le 23 février 1953 dans l'oblast de Ternopil, maintenant en Ukraine (en 1953 encore dans l'USSR). Il est diplômé de l'université d'État de Moscou en 1975, et obtient un doctorat (candidat ès sciences) en mathématiques en 1978, aussi à l’Université d'État de Moscou, sous la direction de Anatoly Mikhailovich Stepin (en) (« Banach Means on Homogeneous Spaces and Random Walks »). Grigorchuk soutient une habilitation (Doctorat en science) en mathématiques en 1985 à l'Institut de mathématiques Steklov à Moscou (« Groups with intermediate growth function and their applications »). Pendant les années 1980 et 1990, Rostislav Grigorchuk occupe des postes à l'Institut des chemins de fer de Moscou (1978-1995), puis à l'Institut de mathématiques Steklov à partir de 1995 et à l'université d'État de Moscou (2001-2002). En 2002, Grigorchuk rejoint l'Université A&M du Texas en tant que professeur en mathématiques, et il est promu Distinguished Professor en 2008.

## Contributions mathématiques
Grigorchuk est connu pour avoir construit le premier exemple d'un groupe à croissance intermédiaire finiment engendré. Dans ce problème, on considère des groupes infinis finiment engendrés et on se demande comment croît le nombre d'éléments du groupe après n compositions des générateurs ; John Milnor se demandait si une croissance entre polynomial et exponentiel (donc intermédiaire) est possible. Le groupe en exemple est maintenant appelé le « groupe de Grigorchuk », aussi « premier groupe de Grigorchuk » parce que Grigorchuk en a construit d'autres par la suite. Ce groupe a un taux de croissance plus rapide que tout polynôme et plus lent qu'une exponentielle. Grigorchuk décrit ce groupe dans un article paru en 1980 et démontre qu'il est à croissance intermédiaire dans un article de 1984. Ce résultat répond à une question posée en 1968 par John Milnor sur l'existence de groupes finiment engendrés qui pourraient être à croissance intermédiaire. Le groupe de Grigorchuk a d'autres propriétés remarquables : c'est un groupe résiduellement fini et un 2-groupe au sens que l'ordre de tout élément est une puissance de 2. C'est aussi le premier exemple de groupe moyennable qui n'est pas élémentairement moyennable ; ceci répond à une autre question, posée par Mahlon Day (en) en 1957. Le groupe de Grigorchuk est infini, mais tous ses groupes quotients sont finis.
Le groupe de Grigorchuk est l'objet d'étude dans le cadre des groupes automatiques. L'étude de ces groupes et des groupes auto-similaires, active dans les années 1990 et 2000 a montré nombre de connexions avec d'autres domaines, comme les systèmes dynamiques, la géométrie différentielle, la théorie de Galois, la théorie ergodique, les marches aléatoires, les fractales, algèbres de Hecke, la cohomologie bornée ou l'analyse fonctionnelle. Les groupes auto-similaires apparaissent comme groupes de monodromie itérés de polynômes complexes. Dans ce cadre, Grigorchuk construit, avec P. Linnell, T. Schick, et A. Zuk, un contre-exemple à une conjecture de Michael Atiyah sur les nombres de Betti,. Grigorchuk a aussi contribué à la théorie générale des marches aléatoires sur les groupes et la théorie des groupes moyennables, en particulier il obtient en 1980 ce qui est appelé le « co-growth criterion » de moyennabilité pour les groupes finiment engendrés (par exemple R. Ortner et W. Woess).

## Publications (sélection)
- avec Igor Pak, « Groups of intermediate growth: an introduction », L´Enseignement Mathématique, vol. 54,‎ 2008, p. 251-272 (lire en ligne) — préprint sur arxiv
- avec Tatiana Nagnibeda, « Complete growth functions of hyperbolic groups », Invent. Math., vol. 130, no 1,‎ 1997, p. 159–188.
- « On growth in group theory », Proceedings of the International Congress of Mathematicians, Kyoto, Math. Soc. Japon, vol. I, II (Kyoto, 1990),‎ 1991, p. 325–338.
- « Degrees of growth of finitely generated groups and the theory of invariant means. », Izv. Akad. Nauk SSSR Ser. Mat., vol. 48, no 5,‎ 1984, p. 939–985.
- « On the Milnor problem of group growth », Dokl. Akad. Nauk SSSR, vol. 271, no 1,‎ 1983, p. 30–33.
- « On Burnside's problem on periodic groups », Funktsional. Anal. i Prilozheniya, vol. 14, no 1,‎ 1980, p. 53–54 (MR 0565099).

## Honneurs, invitations et distinctions
- 1990 : Rostislav Grigorchuk est conférencier invité au International Congress of Mathematicians à Kyoto[17]
- 2012 : Fellow de l’American Mathematical Society[18].
- 2015 : Prix Leroy P. Steele for seminal contribution to Research[19].
- En juin 2003, une conférence internationale en théorie des groupes a eu lieu en l'honneur de Grigorchuk à l’occasion de son 50e anniversaire à Gaète. Des numéros spéciaux des journaux International Journal of Algebra and Computation et Algebra and Discrete Mathematics ont été dédiés à Grigorchuk à cette occasion[7],[20].

## Articles liés
- Théorie géométrique des groupes
- Croissance des groupes (en)
- groupe de monodromie itéré (en)
- Groupe moyennable
- groupe de Grigorchuk